# Logie Awards
Les Logie Awards sont des récompenses de télévision australiennes décernées depuis 1959 par l'hebdomadaire TV Week (en). Les prix sont remis à la suite d'un vote des lecteurs du magazine.
Ils sont appelés ainsi en l'honneur de John Logie Baird, un Écossais à l'origine de la télévision comme d'un média. Il s'agit des récompenses les plus prestigieuses de la télévision en Australie, équivalent des Emmy Awards américains.

## Catégories de récompense
- Gold Logie Award (en) de la personnalité la plus populaire à la télévision australienne (Gold Logie Award for Most Popular Personality on Australian Television)
- Acteur le plus populaire (Most Popular Actor)
- Actrice la plus populaire (Most Popular Actress)
- Présentateur le plus populaire (Most Popular TV Presenter)
- Nouveau talent masculin le plus populaire (Most Popular New Male Talent)
- Nouveau talent féminin le plus populaire (Most Popular New Female Talent)
- Drame australien le plus populaire (Most Popular Australian Drama)
- Programme de divertissement le plus populaire (Most Popular Light Entertainment Program)
- Programme de téléréalité le plus populaire (Most Popular Reality Program)
- Programme de variété le plus populaire (Most Popular Lifestyle Program)
- Programme d'information le plus populaire (Most Popular Factual Program)

Catégories
- Meilleure série, mini-série ou téléfilm dramatique (Most Outstanding Drama Series, Miniseries or Telemovie)
- Meilleur acteur (Most Outstanding Actor)
- Meilleure actrice (Most Outstanding Actress)
- Meilleure couverture médiatique (Most Outstanding News Coverage)
- Meilleur rapport sur les affaires publiques (Most Outstanding Public Affairs Report)
- Meilleur programme de divertissement (Most Outstanding Light Entertainment Program)
- Meilleur couverture d'un événement sportif (Most Outstanding Sports Coverage)
- Meilleur programme pour enfants (Most Outstanding Children's Program)
- Graham Kennedy Award du meilleur nouveau talent (Graham Kennedy Award for Most Outstanding New Talent)
- Meilleur programme d'information (Most Outstanding Factual Program)

## Les cérémonies
| Cérémonie                           | Date             | Gold Logie Award (en)                        | Présentateur                                                                              | Lieu                           |
| ----------------------------------- | ---------------- | -------------------------------------------- | ----------------------------------------------------------------------------------------- | ------------------------------ |
| 1re cérémonie des Logie Awards (en) | 1959             | Graham Kennedy et Panda Lisner (en)          | Graham Kennedy et Googie Withers                                                          | In Melbourne Tonight (en)      |
| 2e cérémonie des Logie Awards (en)  | 1960             | Graham Kennedy                               | Hugh O'Brian                                                                              | Brighton Savoy Hotel (en)      |
| 3e cérémonie des Logie Awards (en)  | 18 mars 1961     | Bob Dyer (en)                                | Jimmy Edwards (en)                                                                        | Chevron-Hilton Hotel           |
| 4e cérémonie des Logie Awards (en)  | 31 mars 1962     | Lorrae Desmond (en) et Tommy Hanlon Jr. (en) | Gerald Lyons                                                                              | Chevron Hotel                  |
| 5e cérémonie des Logie Awards (en)  | 26 mars 1963     | Michael Charlton (en)                        | Aucun                                                                                     | Chevron-Hilton Hotel           |
| 6e cérémonie des Logie Awards (en)  | 21 mars 1964     | Bobby Limb (en)                              | Aucun                                                                                     | Guglielmo Marconi              |
| 7e cérémonie des Logie Awards (en)  | 26 mars 1965     | Jimmy Hannan (en)                            | Gerald Lyons                                                                              | Palais de Danse (en)           |
| 8e cérémonie des Logie Awards (en)  | 21 mars 1966     | Gordon Chater (en)                           | Bert Newton (en)                                                                          | Southern Cross Hotel (en)      |
| 9e cérémonie des Logie Awards (en)  | 10 avril 1967    | Graham Kennedy et Hazel Phillips (en)        | Bert Newton (en)                                                                          | TSS Fairstar (en)              |
| 10e cérémonie des Logie Awards (en) | 22 mars 1968     | Brian Henderson (en)                         | Bert Newton (en)                                                                          | Southern Cross Hotel (en)      |
| 11e cérémonie des Logie Awards (en) | 21 mars 1969     | Graham Kennedy                               | Bert Newton (en)                                                                          | Southern Cross Hotel (en)      |
| 12e cérémonie des Logie Awards (en) | 20 mars 1970     | Barry Crocker (en) et Maggie Tabberer (en)   | Bert Newton (en)                                                                          | Southern Cross Hotel (en)      |
| 13e cérémonie des Logie Awards (en) | 26 mars 1971     | Gerard Kennedy (en) et Maggie Tabberer (en)  | Bert Newton (en)                                                                          | Southern Cross Hotel (en)      |
| 14e cérémonie des Logie Awards (en) | 18 février 1972  | Gerard Kennedy (en)                          | Bert Newton (en)                                                                          | Southern Cross Hotel (en)      |
| 15e cérémonie des Logie Awards (en) | 16 février 1973  | Tony Barber (en)                             | Bert Newton (en)                                                                          | Southern Cross Hotel (en)      |
| 16e cérémonie des Logie Awards (en) | 8 mars 1974      | Graham Kennedy et Pat McDonald (en)          | Bert Newton (en)                                                                          | Southern Cross Hotel (en)      |
| 17e cérémonie des Logie Awards (en) | 7 mars 1975      | Ernie Sigley (en) et Denise Drysdale (en)    | Bert Newton (en)                                                                          | Southern Cross Hotel (en)      |
| 18e cérémonie des Logie Awards (en) | 12 mars 1976     | Norman Gunston (en) et Denise Drysdale (en)  | Bert Newton (en)                                                                          | Southern Cross Hotel (en)      |
| 19e cérémonie des Logie Awards (en) | 25 mars 1977     | Don Lane (en) et Jeanne Little (en)          | Bert Newton (en)                                                                          | Southern Cross Hotel (en)      |
| 20e cérémonie des Logie Awards (en) | 3 mars 1978      | Graham Kennedy                               | Bert Newton (en)                                                                          | Southern Cross Hotel (en)      |
| 21e cérémonie des Logie Awards (en) | 16 mars 1979     | Bert Newton (en)                             | Bert Newton (en)                                                                          | Hilton Hotel                   |
| 22e cérémonie des Logie Awards (en) | 14 mars 1980     | Mike Walsh (en)                              | Bert Newton (en)                                                                          | Hilton Hotel                   |
| 23e cérémonie des Logie Awards (en) | 10 avril 1981    | Bert Newton (en)                             | Michael Parkinson                                                                         | Centrepoint Convention Centre  |
| 24e cérémonie des Logie Awards (en) | 12 mars 1982     | Bert Newton (en)                             | Bert Newton (en)                                                                          | Hilton Hotel                   |
| 25e cérémonie des Logie Awards (en) | 22 avril 1983    | Daryl Somers (en)                            | Mike Willesee (en)                                                                        | Wentworth Regent Hotel         |
| 26e cérémonie des Logie Awards (en) | 6 avril 1984     | Bert Newton (en)                             | Bert Newton (en)                                                                          | Hilton Hotel                   |
| 27e cérémonie des Logie Awards (en) | 26 avril 1985    | Rowena Wallace (en)                          | Greg Evans (en)                                                                           | World Trade Centre (en)        |
| 28e cérémonie des Logie Awards (en) | 18 avril 1986    | Daryl Somers (en)                            | Mike Willesee (en)                                                                        | State Theatre (en)             |
| 29e cérémonie des Logie Awards (en) | 3 avril 1987     | Ray Martin (en)                              | Don Lane (en)                                                                             | Hyatt on Collins               |
| 30e cérémonie des Logie Awards (en) | 11 mars 1988     | Kylie Minogue                                | Daryl Somers (en)                                                                         | Hyatt on Collins               |
| 31e cérémonie des Logie Awards (en) | 17 mars 1989     | Daryl Somers (en)                            | Bert Newton (en)                                                                          | Hyatt on Collins               |
| 32e cérémonie des Logie Awards (en) | 9 mars 1990      | Craig McLachlan                              | Mark Mitchell (acteur) (en)                                                               | Hyatt on Collins               |
| 33e cérémonie des Logie Awards (en) | 15 mars 1991     | Steve Vizard (en)                            | Daryl Somers (en)                                                                         | Melbourne Convention Centre    |
| 34e cérémonie des Logie Awards (en) | 13 mars 1992     | Jana Wendt (en)                              | Steve Vizard (en)                                                                         | Radisson President Hotel       |
| 35e cérémonie des Logie Awards (en) | 19 mars 1993     | Ray Martin (en)                              | Bert Newton (en)                                                                          | Grand Hyatt                    |
| 36e cérémonie des Logie Awards (en) | 17 avril 1994    | Ray Martin (en)                              | Ray Martin (en)                                                                           | Melbourne Convention Centre    |
| 37e cérémonie des Logie Awards (en) | 28 avril 1995    | Ray Martin (en)                              | Andrew Daddo (en) et Noni Hazlehurst                                                      | Arts Centre Melbourne          |
| 38e cérémonie des Logie Awards (en) | 21 avril 1996    | Ray Martin (en)                              | Daryl Somers (en)                                                                         | Melbourne Park Function Centre |
| 39e cérémonie des Logie Awards (en) | 18 mai 1997      | Lisa McCune                                  | Daryl Somers (en)                                                                         | Crown Melbourne (en)           |
| 40e cérémonie des Logie Awards (en) | 19 avril 1998    | Lisa McCune                                  | Daryl Somers (en)                                                                         | Crown Melbourne (en)           |
| 41e cérémonie des Logie Awards (en) | 11 avril 1999    | Lisa McCune                                  | Andrew Denton (en)                                                                        | Crown Melbourne (en)           |
| 42e cérémonie des Logie Awards (en) | 30 avril 2000    | Lisa McCune                                  | Andrew Denton (en)                                                                        | Crown Melbourne (en)           |
| 43e cérémonie des Logie Awards (en) | 22 avril 2001    | Georgie Parker (en)                          | Shaun Micallef (en)                                                                       | Crown Melbourne (en)           |
| 44e cérémonie des Logie Awards (en) | 28 avril 2002    | Georgie Parker (en)                          | Wendy Harmer (en)                                                                         | Crown Melbourne (en)           |
| 45e cérémonie des Logie Awards (en) | 11 mai 2003      | Rove McManus (en)                            | Eddie McGuire (en)                                                                        | Crown Melbourne (en)           |
| 46e cérémonie des Logie Awards (en) | 18 avril 2004    | Rove McManus (en)                            | Eddie McGuire (en)                                                                        | Crown Melbourne (en)           |
| 47e cérémonie des Logie Awards (en) | 1er mai 2005     | Rove McManus (en)                            | Eddie McGuire (en), Rove McManus (en) et Andrew O'Keefe (en)                              | Crown Melbourne (en)           |
| 48e cérémonie des Logie Awards (en) | 7 mai 2006       | John Wood (en)                               | Bert Newton (en) , Ray Martin (en), Daryl Somers (en), Lisa McCune et Georgie Parker (en) | Crown Melbourne (en)           |
| 49e cérémonie des Logie Awards (en) | 6 mai 2007       | Kate Ritchie (en)                            | Adam Hills (en), Dave Hughes (en) et Fifi Box (en)                                        | Crown Melbourne (en)           |
| 50e cérémonie des Logie Awards (en) | 4 mai 2008       | Kate Ritchie (en)                            | Aucun                                                                                     | Crown Melbourne (en)           |
| 51e cérémonie des Logie Awards (en) | 3 mai 2009       | Rebecca Gibney                               | Gretel Killeen (en)                                                                       | Crown Melbourne (en)           |
| 52e cérémonie des Logie Awards (en) | 2 mai 2010       | Ray Meagher (en)                             | Bert Newton (en)                                                                          | Crown Melbourne (en)           |
| 53e cérémonie des Logie Awards (en) | 1er mai 2011     | Karl Stefanovic (en)                         | Shane Bourne (en)                                                                         | Crown Melbourne (en)           |
| 54e cérémonie des Logie Awards (en) | 15 avril 2012    | Hamish Blake (en)                            | Aucun                                                                                     | Crown Melbourne (en)           |
| 55e cérémonie des Logie Awards (en) | 7 avril 2013     | Asher Keddie                                 | Aucun                                                                                     | Crown Melbourne (en)           |
| 56e cérémonie des Logie Awards (en) | 27 avril 2014    | Scott Cam (en)                               | Aucun                                                                                     | Crown Melbourne (en)           |
| 57e cérémonie des Logie Awards (en) | 3 mai 2015       | Carrie Bickmore (en)                         | Aucun                                                                                     | Crown Melbourne (en)           |
| 58e cérémonie des Logie Awards (en) | 8 mai 2016       | Waleed Aly (en)                              | Aucun                                                                                     | Crown Melbourne (en)           |
| 59e cérémonie des Logie Awards (en) | 23 avril 2017    | Samuel Johnson (en)                          | Aucun                                                                                     | Crown Melbourne (en)           |
| 60e cérémonie des Logie Awards (en) | 1er juillet 2018 | Grant Denyer (en)                            | Aucun                                                                                     | The Star Gold Coast (en)       |
| 61e cérémonie des Logie Awards (en) | 30 juin 2019     | Tom Gleeson (en)                             | Aucun                                                                                     | The Star Gold Coast (en)       |